# Бятки
Бятки (баш. Бәтке) — деревня в Туймазинском районе Республики Башкортостан Российской Федерации. Входит в состав Какрыбашевского сельсовета. 

## История
Название происходит от названия речки Бәтке.  
В «Списке населенных мест по сведениям 1870 года», изданном в 1877 году, населённый пункт упомянут как деревня Битьки (Бедкина) 3-го стана Белебеевского уезда Уфимской губернии. Располагалась при реке Ике, на просёлочной дороге из Белебея в Мензелинск, в 97 верстах от уездного города Белебея и в 25 верстах от становой квартиры в селе Шаран (Архангельский Завод). В деревне, в 58 дворах жили 232 человека (121 мужчина и 111 женщин, башкиры, татары), были мечеть, училище, 2 водяные мельницы.

## География

### Географическое положение
Расстояние до:
- районного центра (Туймазы): 23 км,
- центра сельсовета (Какрыбашево): 11 км,
- ближайшей ж/д станции (Туймазы): 23 км.

## Население
| 2002 | 2009 | 2010 |
| ---- | ---- | ---- |
| 122  | ↗142 | ↗146 |

Национальный состав
Согласно переписи 2002 года, преобладающие национальности — татары (70 %), башкиры (26 %).